# Mielioratiwnyj
Mielioratiwnyj (ros. Мелиоративный) – osiedle w Rosji, w Karelii, w rejonie prionieżskim. W 2010 liczyło 2475 mieszkańców.